# Jakab Cseszneky
Jakab Cseszneky fue un noble húngaro que vivió en el siglo XIII.

## Biografía
Jakab era hijo de Mihály, miembro del clan Bána, y caballerizo del rey Andrés II de Hungría.
Fue portaespadas del rey Béla IV y también tenía el título de gobernador de Trencsén. Hacia 1263 ,mandó construir el castillo gótico de Csesznek en las montañas de Bakony, llamado Cseszneky. Su esposa era hija de Márk Trencséni, miembro del poderoso clan de los Csák. Sus hijos, Miklós, Lőrinc, Szomor y Mihály eran partidarios de los reyes Ladislao IV y Carlos I de Hungría y lucharon con bravura contra Mateo Csák, gobernador de facto de la Eslovaquia occidental actual.